# Chris Boudreaux
Chris Boudreaux (* 1989) ist ein US-amerikanischer Schauspieler und Model.

## Leben
Chris Boudreaux wuchs in Las Vegas im US-Bundesstaat Nevada auf. Nach seiner Zeit an einer High School erhielt er ein Football-Stipendium der Division 1 bei den Nevada Wolfpack. Dort stieg er zum Mannschaftskapitän auf. Dank starken Leistungen konnte er sich für einen Vertrag bei den San Francisco 49ers empfehlen. Eine Fußverletzung verwehrte ihm jedoch den Sprung zum Profi-Footballspieler. 2016 zog er nach Los Angeles, um am Playhouse West das Schauspiel zu lernen.
Er debütierte 2016 in den Kurzfilmen QPQ und The Deep End sowie in einer Episode der Fernsehserie Then What Happened? als Schauspieler. Von 2016 bis 2018 verkörperte er in der Fernsehserie Steam Room Stories die Rolle des Chris. 2019 in der auf der Serie basierenden gleichnamigen Film stellte er die Rolle des Balton dar. Boudreaux spielte bis 2020 fast ausschließlich in Kurzfilmen mit, hatte aber auch Episodenrollen in den Fernsehserien Small Shots, Escape the Night, Duck World, Baskets, Open Relationship und The Filth. 2020 übernahm er mit der Rolle des Paul Lawson in dem Katastrophenfilm Meteor Moon eine der Hauptrollen.

## Filmografie
- 2016: QPQ (Kurzfilm)
- 2016: The Deep End (Kurzfilm)
- 2016: Then What Happened? (Fernsehserie, Episode 1x01)
- 2016–2018: Steam Room Stories (Fernsehserie, 6 Episoden)
- 2017: Actress: Another Word for Waitress (Fernsehserie, Episode 1x01)
- 2017: Kicked Out (Kurzfilm)
- 2017: Answer Me (Kurzfilm)
- 2017: Small Shots (Fernsehserie, Episode 1x04)
- 2017: Rick and Morty Ruin a Fan Film (Kurzfilm)
- 2017: Short Game (Kurzfilm)
- 2017: Escape the Night (Fernsehserie, 2 Episoden)
- 2017: The Deal (Kurzfilm)
- 2017: Betrayal (Kurzfilm)
- 2017: Duck World (Fernsehserie, Episode 1x02)
- 2017: Dramatic Scene (Kurzfilm)
- 2017: HDEC: Humans Do Exist Club (Kurzfilm)
- 2017: Dangerous Games (Kurzfilm)
- 2017: It Was Written Long Before This (Kurzfilm)
- 2017: Unexpected (Kurzfilm)
- 2017: Chatsworth (Kurzfilm)
- 2018: Is This for Real (Kurzfilm)
- 2018: Baskets (Fernsehserie, Episode 3x07)
- 2018: Brosa Nostra (Kurzfilm)
- 2018: Gravid (Kurzfilm)
- 2018: The Snack King (Kurzfilm)
- 2018: Heaven or Hell (Kurzfilm)
- 2018: This Is How It’s Gotta Be (Kurzfilm)
- 2018: Magic H8 Ball (Kurzfilm)
- 2018: AJ as... (Mini-Serie, Episode 1x02)
- 2018: How Could You Do This to Me (Kurzfilm)
- 2018: The Little Blonde That Could (Kurzfilm)
- 2019: Hank (Kurzfilm)
- 2019: Most Wanted (Kurzfilm)
- 2019: Steam Room Stories: The Movie!
- 2019: Open Relationship (Fernsehserie, 4 Episoden)
- 2019: The Filth (Fernsehserie, 2 Episoden)
- 2019: InTime (Kurzfilm)
- 2019: J'Tree (Kurzfilm)
- 2020: The Blonde Experiment
- 2020: Meteor Moon
- 2020: Runner (Kurzfilm)
- 2021: Born a Champion
- 2021: Navy CIS (NCIS) (Fernsehserie, Episode 18x06)
- 2021: Blue Call
- 2021: The Willowbrook